# إلى اللقاء يا أطفال (فلم)
إلى اللقاء يا أطفال (بالفرنسية: Au revoir les enfants) فيلم دراما، وحرب فرنسي، عن سيرة ذاتية لعام 1987، من تأليف وإنتاج وإخراج لويس مال. الفيلم من بطولة غاسبار مانس، ورافائيل فيتو، وفرانسين راسيت. القصة تدور حول مدرسة داخلية فرنسية يديرها قساوسة كانت ملاذًا من الحرب العالمية الثانية حتى وصول طالب جديد. حصل الفيلم على جائزة الأسد الذهبي في مهرجان البندقية السينمائي.

## طاقم التمثيل[3]
| - غاسبارد مانس: جوليان كوينتين - رافائيل فيتو: جان بونيه - فرانسين راسيت: السيدة كوينتين (والدة جوليان) - ستانيسلاس كاريه دي مالبرج: فرانسوا كوينتين (الأخ الأكبر لجوليان) - فيليب مورييه جينود: الأب جان / بير جان | - فرانسوا بيرليان: الأب ميشال / بير ميشيل - إيرين جاكوب: ملكة جمال دافين - فرانسوا نجريت: جوزيف (مساعد مطبخ) - بيتر فيتز: دكتور مولر - باسكال برشام: بولانجر | - بينوا هنريت: سيرون - ريتشارد ليبوف: ساجارد - كزافييه ليجراند: بابينوت - أرنو هنريت: نيجوس - داميان سالوت: دوبري |

## ملخص أحداث الفيلم
يسافر فتى الطبقة الراقية جوليان كوينتين (غاسبارد مانس) وشقيقه فرانسوا (ستانيسلاس كاريه) إلى مدرسة داخلية كاثوليكية في الريف بعد إجازات عام 1944. جوليان هو طالب جيد، وذو شخصية قيادية، وعندما يصل الطالب الجديد جان بونيه (رافائيل فيتو) إلى المدرسة، يحدث احتكاك بين جوليان وجاك، ومع ذلك، يتعلم جوليان احترام جان ويكتشف أنه يهودي ويخفيه الكهنة عن النازيين. يصبح جوليان وجاك أصدقاء ويحتفظ جوليان بالسر، وعندما اكتشف القس جان (فيليب مورييه جينود) أن الخادم جوزيف (فرانسوا نجريت) يسرق المؤن من المدرسة ليبيعها في السوق السوداء، يطرد الشاب. سرعان ما يصل الجستابو إلى المدرسة للتحقيق مع الطلاب والكهنة الذين يديرون ويعملون في المدرسة الداخلية.

## استقبال الفيلم
منح موقع الطماطم الفاسدة الفيلم تقييم مقداره 97% بناء على آراء 29 ناقد سينمائي، وكتب الإجماع النقدي للموقع: «حكاية لويس مالي هي السيرة الذاتية لطفولته التي قضاها في مدرسة داخلية في الحرب العالمية الثانية، هي صورة محققة بشكل جميل للصداقة والشباب».
حقق الفيلم أيضًا نجاحًا في شباك التذاكر حيث حصل على 3.5 مليون مشاهد في فرنسا وبلغ إجمالي أرباحه 4.542.825 دولارًا أمريكيًا في أمريكا الشمالية.

## جوائز وترشيحات
- جوائز الأوسكار 1988: ترشح لجائزة أفضل فيلم أجنبي، وجائزة أفضل سيناريو أصلي.[7][8]
- جوائز جولدن جلوب 1988: ترشح لجائزة أفضل فيلم أجنبي.[9]
- جوائز الاكاديمية البريطانية للأفلام (بافتا) 1989: فاز بجائزة أفضل إخراج (لويس ماليه)، وترشح لجوائز أفضل فيلم، وأفضل فيلم بلغة أجنبية، وأفضل سيناريو أصلي.[10]
- جوائز سيزر الفرنسية 1988: فاز بسبع جوائز (أفضل فيلم – أفضل إخراج – أفضل كتابة – أفضل تصوير – أفضل تصميم إنتاج – أفضل مونتاج – أفضل صوت)، وترشح لجوائز أفضل تصميم ملابس، وأفضل ممثل صاعد لفرانسوا نجريت)[11]
- جوائز ديفيد دي دوناتيلو 1988: فاز بجائزة أفضل فيلم أجنبي.[12]
- جوائز جمعية شيكاغو لنقاد السينما 1989: فاز بجائزة أفضل فيلم أجنبي.[2]
- جوائز بوديل 1989: فاز بجائزة أفضل فيلم أجنبي.[13]
- جوائز السينما الأوروبية 1988: فاز بجائزة أفضل كاتب سيناريو (لويس ماليه)، وترشح لجوائز أفضل فيلم وأفضل مخرج.[14]
- جوائز فيلم إندبندنت سبيريت 1988: ترشح لجائزة أفضل فيلم.[15]
- جوائز النقابة الفرنسية لنقاد السينما 1988: فاز بجائزة أفضل فيلم.[16]
- جوائز ألمانيا لنقابة دار الفن السينمائي 1989: فاز بالجائزة الفضية لأفضل فيلم أجنبي.[17]

## وصلات خارجية
- إلى اللقاء يا أطفال (فيلم) على موقع imdb
- إلى اللقاء يا أطفال (فيلم) على موقع allmovie
- إلى اللقاء يا أطفال (فيلم) على موقع criterion
- إلى اللقاء يا أطفال (فيلم) على موقع rottentomatoes